# Thaumeledone
Genre
Thaumeledone est un genre de mollusques de l'ordre des octopodes (les octopodes sont des mollusques à huit pieds et sont communément appelés pieuvres), et de la famille des Octopodidae.

## Liste des espèces
Selon World Register of Marine Species (29 janvier 2016) :
- Thaumeledone brevis (Hoyle, 1885)
- Thaumeledone gunteri Robson, 1930
- Thaumeledone marshalli O'Shea, 1999
- Thaumeledone peninsulae Allcock, Collins, Piatkowski & Vecchione, 2004
- Thaumeledone zeiss O'Shea, 1999